# Commémorations à l'occasion du 70e anniversaire du débarquement de Provence
Plusieurs commémorations sont organisées du 14 au 15 août 2014 à l'occasion du 70e anniversaire du débarquement de Provence.

## Participants

### Chefs d'État et de gouvernement
27 pays sont représentés (Algérie, Allemagne, Bénin, Burkina Faso Cameroun, Canada, Congo, Côte d’Ivoire, Djibouti, États-Unis, Gabon, Guinée, Italie, Comores, Madagascar, Mali, Maroc, Mauritanie, Niger, Pologne, République Centrafricaine, Royaume-Uni, Russie, Sénégal, Tchad, Togo et Tunisie).
Chefs d'État, chefs de gouvernement et ministres invités aux cérémonies, par ordre protocolaire de représentation :
- Paul Biya, président de la République du Cameroun[3]
- Blaise Compaoré, président du Burkina Faso[4]
- Albert II, prince souverain de Monaco[5]
- Mohamed Ould Abdel Aziz, président de la République islamique de Mauritanie
- Ali Bongo, président de la République gabonaise[6]
- Boni Yayi, président de la République du Bénin
- Mahamadou Issoufou, président de la République du Niger[7]
- Alassane Ouattara, président de la République de Côte d'Ivoire[8]
- Ikililou Dhoinine, président de l'Union des Comores
- Moncef Marzouki, président de la République tunisienne[5]
- Macky Sall, président de la République du Sénégal[9]
- Ibrahim Boubacar Keïta, président de la République du Mali[10]
- Hery Rajaonarimampianina, président de la République de Madagascar
- Abdel-Ilah Benkiran, chef du gouvernement marocain[11]
- Abdelmalek Sellal, Premier ministre algérien[12]
- Abdoulkader Kamil Mohamed, Premier ministre de Djibouti
- Christian Paradis, ministre du Développement international et de la Francophonie du Canada
- François Lonsény Fall, ministre d’État chargé des Affaires étrangères de Guinée
- Benaindo Tatola, ministre de la Défense nationale du Tchad
- Général Charles Richard Mondjo, ministre à la Présidence de la République, chargé de la Défense nationale du Congo
- Lord John Astor of Hever, secrétaire d’État à la Défense chargé des Relations avec la Chambre des lords
- Toussaint Kongo-Doudou, ministre des Affaires étrangères, de l’Intégration africaine et de la Francophonie de Centrafrique
- Magnim Esso Solitoki, ministre d'État chargé des Affaires présidentielles du Togo
- Susanne Wasum-Rainer, ambassadrice d'Allemagne
- Giandomenico Magliano, ambassadeur d'Italie
- Uzra Zeya, chargée d’affaires des États-Unis
- Léonid Kadyshev, chargé d’affaires de Russie
- Agnieszka Kucinska, consule générale de Pologne

### Autres personnalités
- la Première dame Chantal Biya[13], le ministre de l'Administration territoriale et de la Décentralisation René Sadi[14], le ministre des Relations extérieures Pierre Mukoko Mbonjo[14], le directeur du Cabinet civil de la Présidence Martin Belinga Eboutou[14], le contre-amiral et conseiller spécial à la Présidence Joseph Fouda[14], l'ambassadeur du Cameroun en France Lejeune Mbella Mbella[14] et le chef du protocole d'État Simon Pierre Bikele[14]
- le Premier ministre Manuel Valls[5]
- le ministre délégué auprès du chef du Gouvernement chargé de l'Administration de la Défense nationale Abdellatif Loudiyi[11], le vice-amiral et inspecteur de la Marine royale Mohamed Laghmari[11] et l'ambassadeur du Maroc en France Chakib Benmoussa[11]

### Vétérans
Les combattants « indigènes » sont représentés par une quarantaine de vétérans ayant participé au débarquement, dont 12 vétérans algériens,, 12 marocains, 1 malgache, et 1 malien.

## Revue navale
- Groupe aéronaval avec le porte-avions Charles de Gaulle, frégate de défense aérienne Forbin, la frégate antiaérienne Jean Bart, la frégate anti-sous-marine Jean de Vienne, la frégate Aconit, le pétrolier-ravitailleur Meuse et le sous-marin nucléaire d’attaque Perle. Pour ce tableau, les bâtiments sont survolés par quatre avions de combat Rafale Marine, ainsi que deux Super-Étendard Modernisés et un avion de guet aérien Hawkeye du groupe aérien embarqué du Charles de Gaulle. Il y a également un avion de patrouille maritime Atlantique 2 et un hélicoptère Caïman Marine, alors que ce tableau s’achève avec la composante nucléaire aéroportée, constituée de Rafale Marine et de Mirage 2000N de la Force d’action navale nucléaire (FANU) et des Forces aériennes stratégiques (FAS).

- Groupe amphibie, permettant de réaliser des opérations aéromobiles et de débarquement de troupes et de matériel. Cette composante est emmenée par le bâtiment de projection et de commandement Tonnerre, suivi d’un engin de débarquement amphibie rapide (EDAR). Viennent ensuite le transport de chalands de débarquement Siroco, la frégate de défense aérienne Chevalier Paul, le bâtiment océanographique britannique HMS Echo, puis le bâtiment de commandement américain USS Mount Whitney. La partie aérienne de ce tableau comprend un Caïman Marine, un hélicoptère de combat Tigre de l’aviation légère de l'armée de terre.

- La troisième composante de la revue navale est celle destinée à la sauvegarde maritime. Il s’agit de toutes les missions de surveillance et de protection effectuées dans les eaux nationales ou les zones d’intérêt stratégique, comme la lutte contre le terrorisme, le narcotrafic, la piraterie, l’immigration clandestine ou encore la pêche illicite. Ce tableau voit défiler devant le Charles de Gaulle la frégate Guépratte, l’aviso Commandant Birot (que la marine appelle de nouveau patrouilleur de haute mer), le bâtiment école algérien Soummam, la corvette marocaine Tariq ben Ziad et le patrouilleur tunisien La Galite. Ces unités sont survolées par un avion de surveillance maritime Falcon 50M, un avion de patrouille maritime Atlantique 2, ainsi que des hélicoptères Panther et Dauphin.

- Quatre unités forment la quatrième et dernière composante de la revue navale qui s’axe sur la guerre des mines, avec le bâtiment-base de plongeurs démineurs Pluton, le chasseur de mines Capricorne, ainsi que les chasseurs de mines britanniques HMS Quorn et HMS Ramsey.

- La revue navale est clôturée par le passage de la Patrouille de France, avec huit Alpha Jet.